# Wendia austriaca
Wendia austriaca är en flockblommig växtart som beskrevs av Philipp Johann Ferdinand Schur. Wendia austriaca ingår i släktet Wendia och familjen flockblommiga växter. Inga underarter finns listade i Catalogue of Life.